# Yumi Takagi
Yumi Takagi (Ibaraki, 20 de noviembre de 1999) es una deportista japonesa que compite en gimnasia en la modalidad de trampolín.
Ganó tres medallas en el Campeonato Mundial de Gimnasia en Trampolín entre los años 2017 y 2021.

## Palmarés internacional
| Campeonato Mundial | Campeonato Mundial | Campeonato Mundial | Campeonato Mundial |
| Año                | Lugar              | Medalla            | Prueba             |
| ------------------ | ------------------ | ------------------ | ------------------ |
| 2017               | Sofía (Bulgaria)   | Medalla de plata   | Sincronizado       |
| 2019               | Tokio (Japón)      | Medalla de oro     | Sincronizado       |
| 2021               | Bakú (Azerbaiyán)  | Medalla de oro     | Equipo             |